# Philodromus signatus
Philodromus signatus este o specie de păianjeni din genul Philodromus, familia Philodromidae, descrisă de O. P.-cambridge, 1869. Conform Catalogue of Life specia Philodromus signatus nu are subspecii cunoscute.